# 近藤春雄
近藤 春雄（こんどう はるお、1914年2月20日 - 2014年1月21日）は、日本の中国文学者、愛知県立大学名誉教授。
三重県生まれ。父は漢学者・近藤杢。九州帝国大学法文学部支那文学科卒。福岡県中学修猷館教諭、愛知県立女子専門学校教授、愛知県立女子短期大学助教授、愛知県立大学教授、79年定年退官、名誉教授。79年「唐代小説の研究」で九州大学文学博士。古代から現代まで中国文学を幅広く研究した。87年勲三等旭日中綬章受章。2014年1月24日逝去。享年99。

## 著書
- 『四庫全書概説』東亜研究講座 東亜研究会、1937
- 『民国以後支那文学研究の展望』東亜研究講座 東亜研究会、1938
- 『支那文学論の発生 文心彫龍と詩品』東亜研究講座 東亜研究会、1940
- 『現代支那の文学』京都印書館、1945
- 『中国文人の芸術』大雅堂、1946
- 『現代中国の作家と作品』新泉書房、1949
- 『漢文の読み方』武蔵野書院 武蔵野新書、1966
- 『中国学芸大事典』大修館書店、1978
- 『唐代小説の研究』笠間書院、1978
- 『長恨歌・琵琶行の研究』明治書院、1981
- 『日本漢文学大事典』明治書院、1985
- 『詩経から陶淵明まで』武蔵野書院 武蔵野文庫、1989
- 『新楽府・秦中吟の研究 白氏文集と国文学』明治書院、1990
- 『中国の怪奇と美女 志怪・伝奇の世界』編著、武蔵野書院、1991
- 『長恨歌と楊貴妃』明治書院、1993
- 『白楽天とその詩』武蔵野書院、1994

### 編纂など
- 『唐詩新鈔』編 武蔵野書院、1954
- 近藤杢『中国学芸大辞典』第9版 改訂、有明書房、1969
  - 改訂『中国学芸大事典』大修館書店、1978、新版1992
- 『詩経・楚辞・古詩選』編、武蔵野書院、1974

## 参考
- 『中国の怪奇と美女 志怪・伝奇の世界』著者紹介